# Plaudren
Plaudren település Franciaországban, Morbihan megyében. Lakosainak száma 1970 fő (2022. január 1.). Plaudren Plumelec, Trédion, Elven, Monterblanc, Locqueltas és Saint-Jean-Brévelay községekkel határos.

## Népesség
A település népességének változása:
| Lakosok száma | 1315 | 1423 | 1440 | 1622 | 1755 | 1896 | 1946 | 1953 | 1957 | 1970 |
|               | 1968 | 1982 | 1990 | 2006 | 2013 | 2015 | 2017 | 2019 | 2020 | 2022 |